# Nasarawa
Nasarawa est une zone de gouvernement local de l'État de Nassarawa au Nigeria,.

## Émirat
Nasarawa, également orthographié Nassarawa, État de Nasarawa , Nigeria. La ville se trouve juste au nord d'une fourche dans la rivière Okwa, qui est un affluent de la rivière Benue.
Nasarawa a été fondée en 1835 dans le territoire tribal Afo (Afo) par Umaru, un responsable dissident de la ville voisine de Keffi , originaire de Ruma dans l'État de Katsina, en tant que siège du nouvel émirat de Nassarawa. Umaru a étendu son domaine en conquérant le territoire voisin et a fait de Nassarawa un état vassal de Zaria (175 milles [282 km] au nord). L'un de ses successeurs, Muhammadu Dan Waji (règne de 1878 à 1923), agrandit l'émirat par diverses conquêtes et, en 1900, fut l'un des premiers émirs à prêter allégeance à la Grande-Bretagne. En 1976, Nasarawa est devenue une partie de l'État du Plateau puis, en 1996, une partie de l'état de Nasarawa.

### Liste des souverains
1. Umaru Usman  (Makama Dogo) (1835-1858), 23 ans de règne ;
2. Ahmadou Umaru (1858-1878), 20 ans de règne ;
3. Muhammadu Sani (Maman Sani) (1878), 40 jours de règne ;
4. Muhammadu Umaru Dan Waji (Maje-Lokoja), (1878-1923) 45 ans de règne ;
5. Ahmadou Dan Ahoda (1923-1924), 1 an de règne ;
6. Muhammadu Dan Ashaba (1924-1926), 2 ans de règne ;
7. Ousman Ahmadou (1926-1942), 16 ans de règne ;
8. Alh. Umaru Muhammadu (Maje-Haji) (1942-1960), 18 ans de règne ;
9. Alh. Jibrin Idrisu Mairiga MFR (1960-1992), 32 ans de règne ;
10. Alh. Ibrahim Ramalan Abubakar CON, FFPN (1992-2004), 12 ans de règne ;
11. Alh. Dr Hassan Ahmed II MFR (2004-2018), 14ans de règne ;
12. Ibrahim Usman Jibril (Depuis 2018) ;

## Source
- (en) Cet article est partiellement ou en totalité issu de l’article de Wikipédia en anglais intitulé « Nasarawa, Nasarawa State » (voir la liste des auteurs).